# Aulacocyclus boudinoti
Aulacocyclus boudinoti es una especie de coleóptero de la familia Passalidae.

## Distribución geográfica
Habita en Nueva Caledonia.